# Panico del 1893

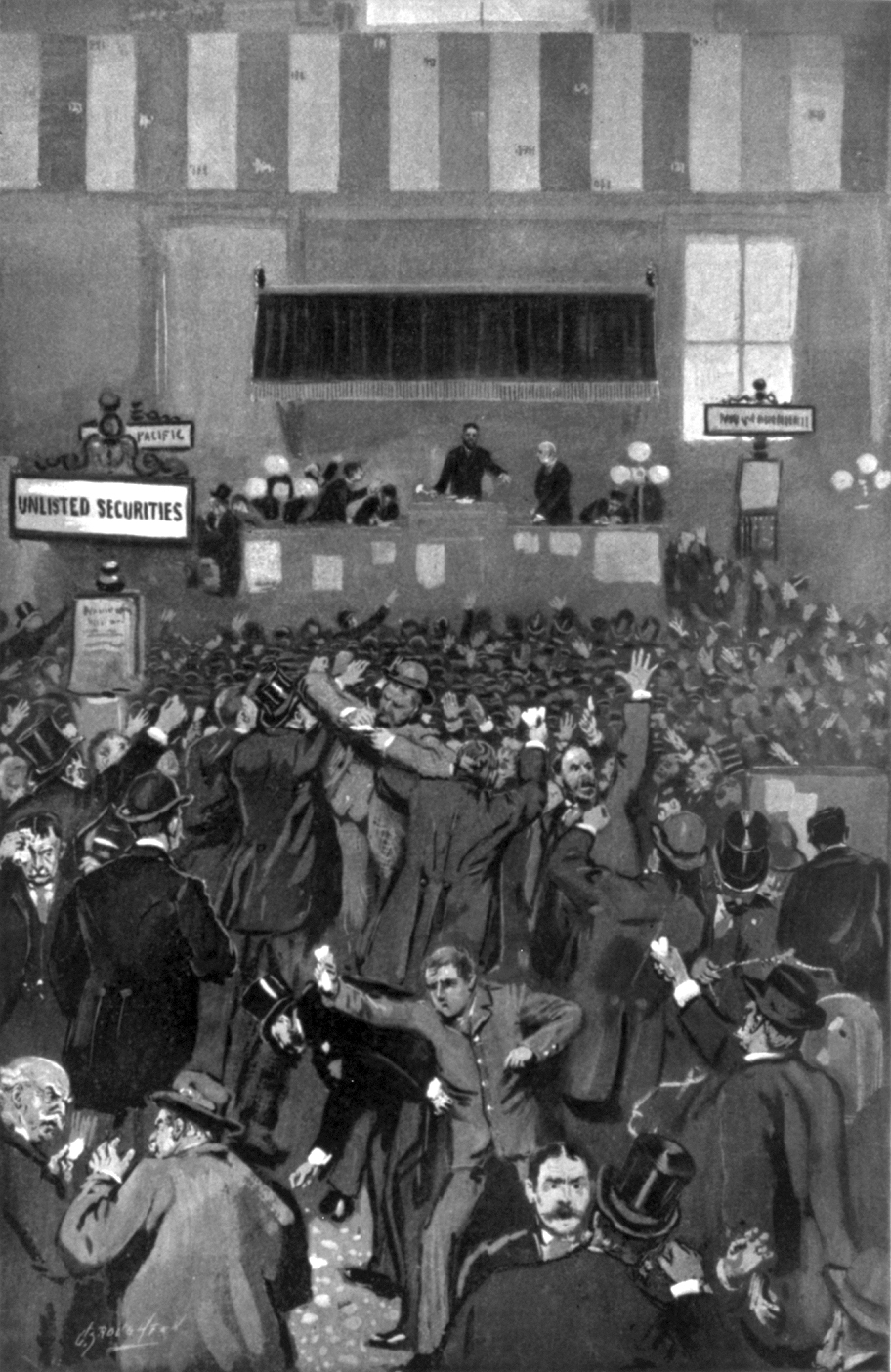
Disegno nella rivista Frank Leslie di agenti di cambio in preda al panico il 9 maggio 1893.

Il panico del 1893 fu una depressione economica negli Stati Uniti iniziata nel 1893 e terminata nel 1897. Colpì profondamente ogni settore dell'economia e produsse sconvolgimenti politici che portarono a un nuovo assetto della politica negli Stati Uniti con le elezioni del 1896 e alla presidenza di William McKinley.

## Cause

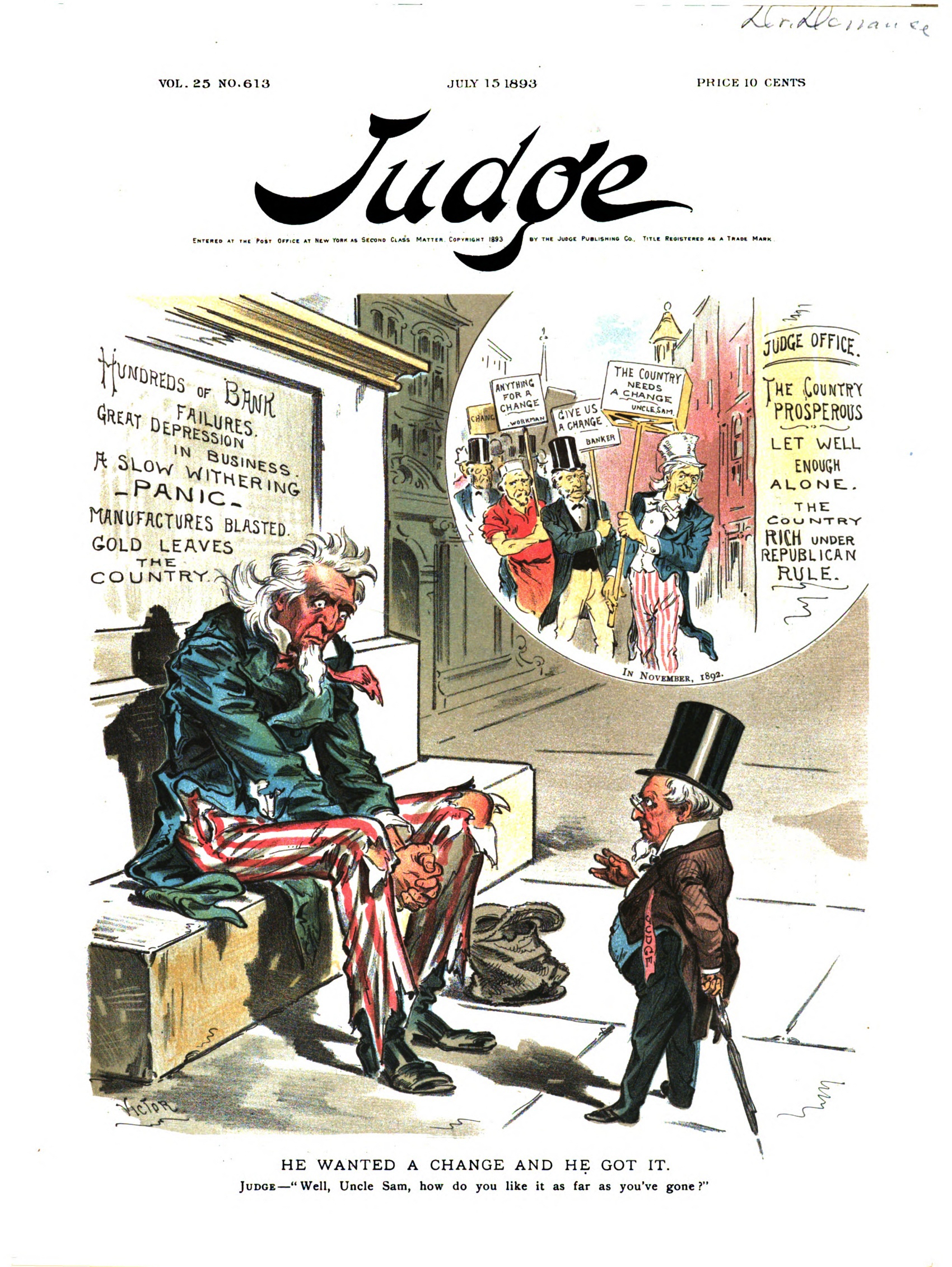
La rivista pro-repubblicana Judge dava la colpa del panico del 1893 alla vittoria democratica nelle elezioni del 1892.

Il panico del 1893 è stato ricondotto a molte cause. Una delle cause può essere fatta risalire all'Argentina. Gli investimenti nel paese del Sud America erano stati incoraggiati dalla banca d'affari Baring Brothers. Tuttavia, il pessimo raccolto di grano del 1890 e un fallito colpo di Stato a Buenos Aires posero fine a ulteriori investimenti. Inoltre le speculazioni subirono gravi perdite anche in Sudafrica e Australia. Poiché gli investitori europei erano preoccupati che questi problemi potessero diffondersi, iniziarono una "corsa all'oro" presso il Tesoro degli Stati Uniti. Il metallo prezioso era considerato più sicuro della carta moneta; quando le persone erano incerte sul futuro, accumulavano monete in metallo prezioso e rifiutavano le banconote e i titoli cartacei in genere.
Durante l'Età dell'Oro degli anni 1870 e 1880, gli Stati Uniti avevano beneficiato di una espansione economica, ma gran parte di essa dipendeva dagli alti prezzi internazionali delle materie prime. Esacerbando i problemi creati dagli investimenti internazionali, i prezzi del grano crollarono nel 1893. In particolare, l'apertura di numerose miniere negli Stati Uniti occidentali aumentò molto la produzione di argento, innescando un lungo dibattito su quanto argento dovesse essere coniato in denaro (vedi sotto). Durante gli anni 1880, le ferrovie statunitensi furono coinvolte in quella che oggi si potrebbe chiamare una "bolla speculativa": gli investitori finanziarono moltissimo le ferrovie, e ne furono costruite in un numero che si rivelò non sostenibile economicamente.
Uno dei primi chiari segni di una crisi arrivò il 20 febbraio 1893, dodici giorni prima dell'insediamento del presidente degli Stati Uniti Grover Cleveland, quando la società ferroviaria Philadelphia and Reading Railroad, che si era estesa a dismisura, fu dichiarata insolvente e posta in amministrazione straordinaria. Al suo insediamento, Cleveland si dovette occupare direttamente della crisi dell'oro del Tesoro e convinse il Congresso ad abrogare la legge detta Sherman Silver Purchase Act, approvata nel 1890, che obbligava il governo federale ad acquistare una certa quantità di argento ogni mese. Cleveland riteneva che questa legge fosse il principale responsabile della crisi economica.
Man mano che la preoccupazione per lo stato dell'economia aumentava, le persone si affrettavano a ritirare i loro soldi dalle banche, provocando corse agli sportelli. Una stretta creditizia colpì l'economia degli Stati Uniti. Un panico finanziario a Londra, unito a un calo del commercio europeo continentale, indusse gli investitori stranieri a vendere azioni statunitensi e trasformarle in titoli garantiti in oro. Si ritiene che le politiche economiche del presidente Benjamin Harrison furono un fattore che contribuì alla depressione.

## Populisti
Il Partito del popolo (People's Party), noto anche come "Populista", era un partito politico agrario-populista. Tra il 1892 al 1896 svolse un ruolo importante come forza di sinistra nella politica degli Stati Uniti. Raccolse il sostegno degli agricoltori in subbuglio nell'ovest e nel sud. Era molto critico nei confronti del capitalismo, specialmente delle banche e delle ferrovie, e si alleava con il movimento sindacale operaio.
Creatosi nel 1891 come risultato del movimento populista, il Partito del popolo raggiunse il suo apice nelle elezioni presidenziali del 1892, quando i suoi candidati, James B. Weaver e James G. Field, ottennero l'8,5% del voto popolare e vinsero in cinque stati (Colorado, Idaho, Kansas, Nevada e Dakota del Nord) e nelle elezioni della Camera dei Rappresentanti del 1894, quando ottenne nove seggi. La sua base elettorale era una coalizione di coltivatori di cotone bianchi poveri nel sud (soprattutto Carolina del Nord, Alabama e Texas) e coltivatori di grano che negli Stati delle pianure (in particolare Kansas e Nebraska) erano in difficoltà. I populisti rappresentavano una forma radicale di ruralismo e di ostilità verso le élite, le città, le banche, le ferrovie e l'oro.

## Argento
| Tassi di disoccupazione negli Stati Uniti durante il 1890, in percentuale | Tassi di disoccupazione negli Stati Uniti durante il 1890, in percentuale | Tassi di disoccupazione negli Stati Uniti durante il 1890, in percentuale |
| Anno                                                                      | Lebergott                                                                 | Romer                                                                     |
| ------------------------------------------------------------------------- | ------------------------------------------------------------------------- | ------------------------------------------------------------------------- |
| 1890                                                                      | 4,0                                                                       | 4,0                                                                       |
| 1891                                                                      | 5,4                                                                       | 4,8                                                                       |
| 1892                                                                      | 3,0                                                                       | 3,7                                                                       |
| 1893                                                                      | 11,7                                                                      | 8,1                                                                       |
| 1894                                                                      | 18,4                                                                      | 12,3                                                                      |
| 1895                                                                      | 13,7                                                                      | 11,1                                                                      |
| 1896                                                                      | 14,5                                                                      | 12,0                                                                      |
| 1897                                                                      | 14,5                                                                      | 12,4                                                                      |
| 1898                                                                      | 12,4                                                                      | 11,6                                                                      |
| 1899                                                                      | 6,5                                                                       | 8,7                                                                       |
| 1900                                                                      | 5,0                                                                       | 5,0                                                                       |

Il movimento Free Silver (Argento Libero) nacque dalla concomitanza di interessi degli agricoltori e degli estrattori del metallo. Gli agricoltori cercavano di rinvigorire l'economia e quindi porre fine alla deflazione, che li costringeva a rimborsare i prestiti con dollari sempre più preziosi. Gli investitori nelle miniere chiedevano il diritto di trasformare l'argento direttamente in denaro senza un'istituzione centrale di conio. La legge detta Sherman Silver Purchase Act ("legge sull'acquisto dell'argento") del 1890, pur non essendo all'altezza degli obiettivi del movimento Free Silver, imponeva al governo degli Stati Uniti di acquistare milioni di once d'argento oltre a quanto richiesto dalla legge Bland-Allison del 1878, facendone così salire il prezzo e accontentando i produttori d'argento.
Il meccanismo che si generò fu che le persone vendevano argento allo Stato convertendolo in oro, svuotando progressivamente le riserve federali. Alla fine, si toccò il limite legale per la quantità minima di oro nelle riserve federali e le banconote statunitensi non potevano più essere riscattate automaticamente in oro. Gli investimenti durante il periodo del panico furono massicciamente finanziati attraverso emissioni di obbligazioni a interessi elevati. Le voci riguardanti le difficoltà finanziarie di una delle più importanti imprese in borsa al tempo, la National Cordage Company (NCC) spinse gli istituti di credito a chiedere la restituzione immediata dei loro prestiti e l'impresa dovette dichiarare l'insolvenza ed entrare in amministrazione straordinaria. L'azienda, un produttore di corde, aveva cercato di accaparrarsi il mercato della canapa importata.
Quando la domanda d'argento iniziò a scendere, scese anche il prezzo dell'argento. I titolari di obbligazioni legate all'argento erano preoccupati per la perdita del valore nominale delle obbligazioni; molte persero ogni valore.
Seguirono una serie di fallimenti bancari e di ferrovie, come la Northern Pacific Railway, la Union Pacific Railroad e la Atchison, Topeka and Santa Fe Railway. In seguito fallirono molte altre società; in totale oltre 15.000 aziende e 500 banche, molte delle quali nel West. Secondo stime grossolane, circa il 17%–19% della forza lavoro negli Stati Uniti si trovò disoccupata all'apice della crisi. L'enorme aumento della disoccupazione, insieme con la perdita di risparmi di una vita custoditi in banche fallite, significava che una classe media, un tempo debitrice affidabile, non poteva più far fronte ai propri mutui. Di conseguenza, molti dovettero abbandonare le loro case appena costruite.

## Effetti

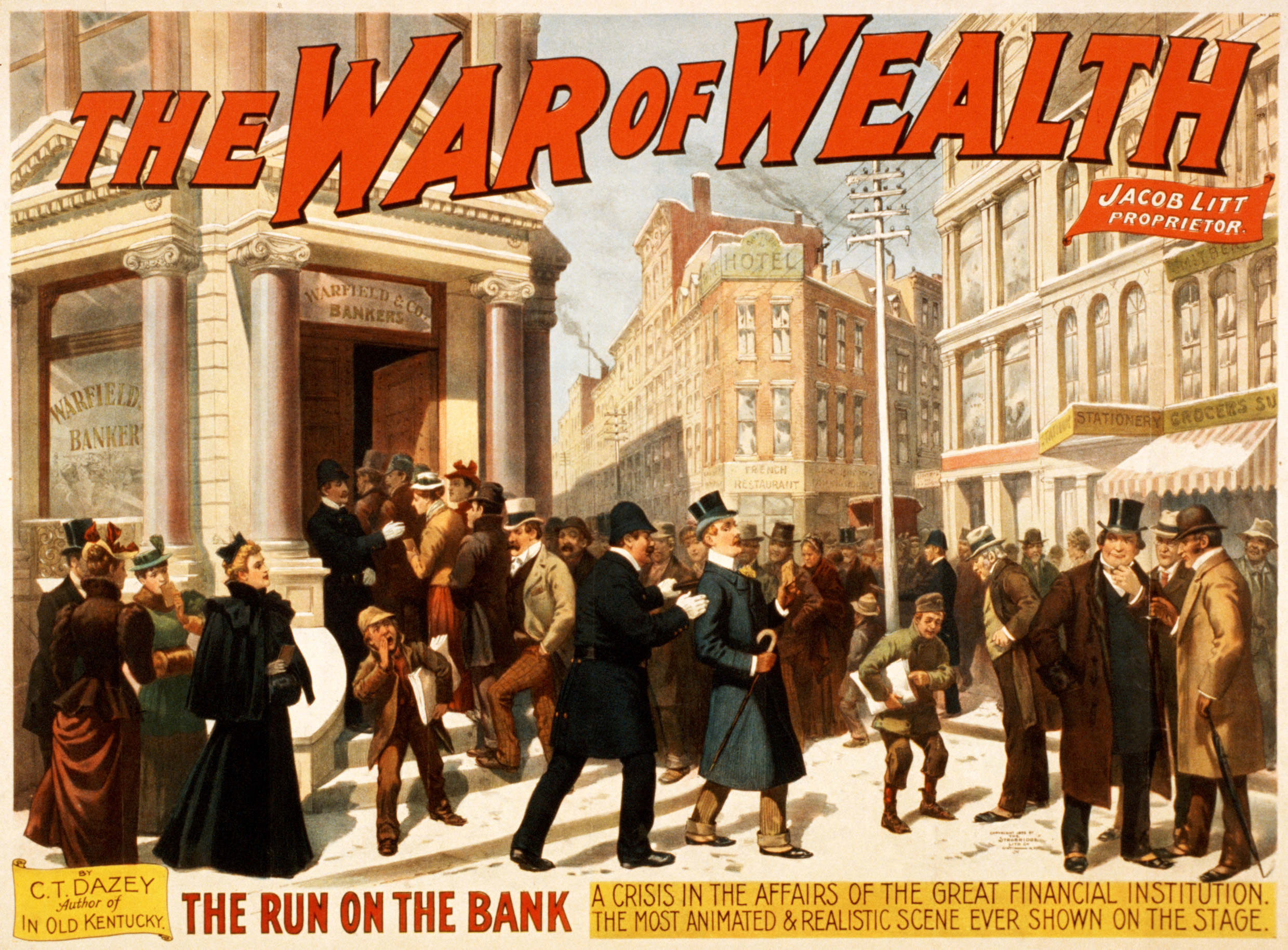
Il melodramma di Broadway del 1896 The War of Wealth (La guerra della ricchezza) fu ispirato al panico del 1893.

Come risultato del panico, i valori delle azioni di borsa scesero. Cinquecento banche chiusero, 15.000 imprese fallirono e numerose fattorie cessarono l'attività. Il tasso di disoccupazione raggiunse il 25% in Pennsylvania, il 35% nello stato di New York e il 43% nel Michigan. Mense popolari furono aperte per aiutare a nutrire gli indigenti. Di fronte alla fame, le persone tagliavano legna, spaccavano pietre e cucivano a mano con ago e filo in cambio di cibo. In alcuni casi, le donne fecero ricorso alla prostituzione per sfamare le proprie famiglie. Per aiutare la gente di Detroit, il sindaco Hazen S. Pingree lanciò un piano, detto "Potato Patch" (appezzamento di patate), per creare orti comunitari per coltivare vegetali commestibili.
La colpa della depressione economica fu attribuita al presidente Grover Cleveland. Le riserve auree immagazzinate nel Tesoro americano scesero a un livello pericolosamente basso, questo costrinse il presidente Cleveland a prendere in prestito 65 milioni di dollari in oro dal banchiere di Wall Street J.P. Morgan e dalla famiglia di banchieri Rothschild d'Inghilterra. Il suo partito subì enormi perdite nelle elezioni parlamentari del 1894, accusato da più parti di aver provocato una spirale negativa dell'economia e del brutale schiacciamento dello sciopero dei lavoratori dell'azienda di materiale ferroviario Pullman. Dopo la sconfitta nel 1896, i Democratici furono battuti dai Repubblicani in ogni elezione federale fino al 1910.

### Trasporti

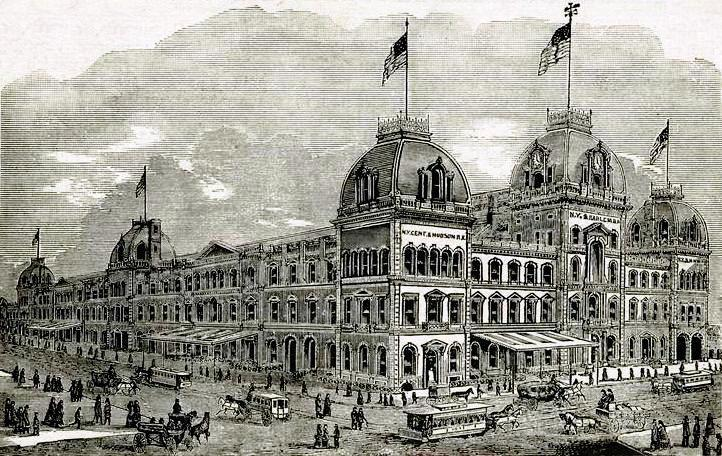
Il Grand Central Depot era un importante snodo per il trasporto ferroviario, una parte importante dell'industria marittima alla fine del XIX secolo

Il panico del 1893 colpì molti aspetti dell'industria dei trasporti, sia su rotaia che via mare. Bloccò l'acquisto di navi e di materiale rotabile e ridusse le tariffe di spedizione.

#### Fluttuazioni negli investimenti ferroviari dopo il panico del 1893
Il cattivo destino degli investitori, che nel 1894 passarono da azioni potenzialmente volatili a obbligazioni in teoria più stabili si tradusse per le ferrovie da una più lenta acquisizione di materiale rotabile. L'espansione della ferrovia crebbe di nuovo nel 1895, ma si arrestò nel 1897 da un'altra depressione economica.

#### Amministrazione straordinaria
Nel 1893 il chilometraggio totale della ferrovia negli Stati Uniti era di 176.803,6 miglia (284.477 km). Nel 1894 e nel 1895 si costruirono solo 4.196,4 miglia, in confronto alle 100.000 miglia costruite tra il 1878 e il 1896. Nel 1893, l'anno in cui si sviluppò il panico, un quarto di tutto il chilometraggio ferroviario andò in amministrazione straordinaria. L'istituto di statistica degli Stati Uniti stima questo valore in circa 1,8 miliardi di dollari (non aggiustati per l'inflazione), l'importo maggiore registrato tra il 1876 e il 1910. Questo era superiore di più di 1 miliardo di dollari (sempre non aggiustato per l'inflazione) al secondo importo più grande, nel 1884.

#### Lo sciopero Pullman
Nel 1894 l'esercito degli Stati Uniti intervenne durante uno sciopero a Chicago per impedire danni alle proprietà private. Lo sciopero era nato nella Pullman Company di Chicago dopo che questa si era rifiutata di abbassare le rate di affitto nelle residenze di proprietà della compagnia e di aumentare i salari dei suoi lavoratori, a causa della crescente pressione economica dovuta al panico del 1893. Poiché la Pullman Company era una società di vagoni ferroviari, ciò non fece che aumentare la difficoltà di acquisire materiale rotabile.

#### Stazza mercantile americana
L'industria marittima degli Stati Uniti non sfuggì agli effetti del panico del 1893. Il tonnellaggio lordo totale della marina mercantile registrato per l'impiego nel "commercio estero e costiero e nella pesca", misurato dall'istituto di statistica degli Stati Uniti tra il 1888 e il 1893, crebbe a un tasso di circa il 2,74%. Nel 1894, tuttavia, la stazza lorda degli Stati Uniti diminuì del 2,9% e nel 1895 dell'1,03%.

#### Quotazioni
Nel 1894 la quotazione per il trasporto su rotaia di uno staio di grano da Chicago a New York (quotazione di riferimento) scese da 14,7 centesimi nel 1893 a 12,88 centesimi. Questa quotazione continuò a diminuire, raggiungendo il minimo nel 1901 a 9,92 centesimi, e rimase sotto i 12 centesimi tra il 1898 e il 1910.
Tra il 1893 e il 1894, le tariffe medie di spedizione via lago o canale per staio di grano diminuirono di quasi 2 centesimi, da 6,33 centesimi a 4,44 centesimi. Anche le tariffe sulla traversata transatlantica da New York a Liverpool diminuirono, da 2,375 a 1,9375, ma questo rifletteva una tendenza al ribasso dal 1891.

### Fonti contemporanee
- American Annual Cyclopedia...1894 (1895) online
- Baum, Lyman Frank e W. W. Denslow, The Wonderful Wizard of Oz (1900)
- Brice, Lloyd Stephens, e James J. Wait. "The Railway Problem." North American Review 164 (marzo 1897): 327-48. online sul sito della MOA Cornell.
- Cleveland, Frederick A. "The Final Report of the Monetary Commission," Annals of the American Academy of Political and Social Science 13 (gennaio 1899): 31-56 in JSTOR
- Closson, Carlos C. Jr. "The Unemployed in American Cities." Quarterly Journal of Economics, vol. 8, no. 2 (gennaio 1894) 168-217 in JSTOR; vol. 8, no. 4 (luglio 1894): 443-77 in JSTOR
- Fisher, Willard. "‘Coin’ and His Critics." Quarterly Journal of Economics 10 (gennaio 1896): 187-208 in JSTOR
- Harvey, William H. Coin’s Financial School (1894), 1963 (introduzione di Richard Hofstadter). prima edizione online
- Noyes, Alexander Dana. "The Banks and the Panic," Political Science Quarterly 9 (marzo 1894): 12-28 in JSTOR.
- Shaw, Albert. "Relief for the Unemployed in American Cities," Review of Reviews 9 (gennaio e febbraio 1894): 29-37, 179-91.
- Stevens, Albert Clark. "An Analysis of the Phenomena of the Panic in the United States in 1893," Quarterly Journal of Economics 8 (gennaio 1894): 117-48 in JSTOR.

### Fonti secondarie
- Barnes, James A. John G. Carlisle: Financial Statesman (1931).
- James A. Barnes, Myths of the Bryan Campaign, in Mississippi Valley Historical Review, vol. 34, n. 3, The Mississippi Valley Historical Review, Vol. 34, No. 3, 1947,  pp. 383-94, DOI:10.2307/1898096, JSTOR 1898096.
- Peter H. Bent, The Stabilising Effects of the Dingley Tariff and the Recovery from the 1890s Depression in the United States, in Crises in Economic and Social History: A Comparative Perspective, 2015,  pp. 373-390.
- Peter H. Bent, The Political Power of Economic Ideas: Protectionism in Turn of the Century America (PDF), in Economic Thought, vol. 4, n. 2, 2015,  pp. 68-79.
- Destler, Chester McArthur. American Radicalism, 1865-1901 (1966).
- Dewey, Davis Rich. Financial History of the United States (1903). online.
- Dighe, Ranjit S. ed. The Historian's Wizard of Oz: Reading L. Frank Baum's Classic as a Political and Monetary Allegory (2002).
- Dorfman, Joseph Harry. The Economic Mind in American Civilization. (1949). vol 3.
- Faulkner, Harold Underwood. Politics, Reform, and Expansion, 1890-1900. (1959).
- Feder, Leah Hanna. Unemployment Relief in Periods of Depression... 1857-1920 (1926).
- Friedman, Milton, e Anna Jacobson Schwartz. A Monetary History of the United States, 1867-1960 (1963).
- Harpine, William D. From the Front Porch to the Front Page: McKinley and Bryan in the 1896 Presidential Campaign (2006) brani e ricerca testuale
- Charles Hoffmann, The Depression of the Nineties, in Journal of Economic History, vol. 16, n. 2, 1956,  pp. 137-64, DOI:10.1017/S0022050700058629, JSTOR 2114113.
- Hoffmann, Charles. The Depression of the Nineties: An Economic History (1970).
- Jensen, Richard. The Winning of the Midwest: 1888-1896 (1971).
- Josephson, Matthew. The Robber Barons New York: Harcourt Brace Jovanovich (1990).
- Kirkland, Edward Chase. Industry Comes of Age, 1860-1897 (1961).
- Lauck, William Jett. The Causes of the Panic of 1893 (1907). online
- Lindsey, Almont. The Pullman Strike 1942.
- Henry M. Littlefield, The Wizard of Oz: Parable on Populism, in American Quarterly, vol. 16, n. 1, American Quarterly, Vol. 16, No. 1, 1964,  pp. 47-58, DOI:10.2307/2710826, JSTOR 2710826.
- Nevins, Allan. Grover Cleveland: A Study in Courage. 1932, Pulitzer Prize.
- Bruce Ramsey, The Panic of 1893: The Untold Story of Washington State's First Depression, Caxton Press, 2018, ISBN 978-0-87004-621-6.
- Samuel S. Rezneck, Unemployment, Unrest, and Relief in the United States during the Depression of 1893–97, in Journal of Political Economy, vol. 61, n. 4, The Journal of Political Economy, Vol. 61, No. 4, 1953,  pp. 324-345, DOI:10.1086/257393, JSTOR 1826883.
- Ritter, Gretchen. Goldbugs and Greenbacks: The Anti-Monopoly Tradition and the Politics of Finance in America (1997)
- Gretchen Ritter, Silver slippers and a golden cap: L. Frank Baum's The Wonderful Wizard of Oz and historical memory in American politics, in Journal of American Studies, vol. 31, n. 2, 1997,  pp. 171-203, DOI:10.1017/S0021875897005628.
- Hugh Rockoff, The 'Wizard of Oz' as a Monetary Allegory, in Journal of Political Economy, vol. 98, n. 4, The Journal of Political Economy, Vol. 98, No. 4, 1990,  pp. 739-60, DOI:10.1086/261704, JSTOR 2937766.
- Christina Romer, Spurious Volatility in Historical Unemployment Data, in Journal of Political Economy, vol. 94, n. 1, 1986,  pp. 1-37, DOI:10.1086/261361.
- Schwantes, Carlos A. Coxey’s Army: An American Odyssey (1985).
- Shannon, Fred Albert. The Farmer’s Last Frontier: Agriculture, 1860-1897 (1945).
- Steeples, Douglas, and David O. Whitten. Democracy in Desperation: The Depression of 1893 (1998).
- Strouse, Jean. Morgan: American Financier (1999).
- White; Gerald T. The United States and the Problem of Recovery after 1893 (1982).
- Whitten, David. EH.NET article on the Depression of 1893
- Wicker, Elmus. Banking panics of the gilded age (Cambridge University Press, 2006) contents